# 小索夫帕
50°44′11″N 26°53′8″E / 50.73639°N 26.88556°E
小索夫帕（烏克蘭語：Мала Совпа），是烏克蘭西北部的村莊，隸屬里夫內州的里夫內區。該村始建於1635年，面積1.47平方公里，2001年人口501，人口密度每平方公里342人。